# Безана-ин-Брианца
Безана-ин-Брианца (итал. Besana in Brianza) — город в Италии, в провинции Монца-э-Брианца области Ломбардия. Население составляет 14 585 человек (2004), плотность населения составляет 941 чел./км². Занимает площадь 15,77 км². Почтовый индекс — 20045. Телефонный код — 0362.
В городе особо почитается святой и животворящий Крест Господень, празднование во второе воскресение октября.

## Известные уроженцы
- Витторио Арригони (1975—2011) — итальянский журналист и активист.
- Маддалена Криппа (род. 1957) — итальянская актриса театра и кино.
- Деметрио Альбертини (род. 1971) — итальянский футболист.